# 加夫薩省
加夫薩省 （阿拉伯语：‎）是突尼西亞西部的一個省。面積8,990平方公里，2004年人口323,709人。 首府加夫薩。下分十一縣。